# 迪普克里克鎮區 (北卡羅萊納州亞德金縣)
迪普克里克鎮區（英語：Deep Creek Township）是位於美國北卡羅萊納州亞德金縣的一個鎮區。

## 地方資料
迪普克里克鎮區的面積為81.20平方千米，當中陸地面積為81.06平方千米，而水域面積為0.14平方千米。根據2020年美國人口普查的數據，當地共有人口2821人，而人口密度為每平方千米34.74人。